# Philip Seymour Hoffman
Philip Seymour Hoffman (Fairport, New York, 23 juli 1967 – Manhattan (New York), 2 februari 2014) was een Amerikaans acteur. Hij won in 2006 een Oscar voor zijn hoofdrol in Capote en werd in 2008 (voor Charlie Wilson's War), 2009 (voor Doubt) en 2013 (voor The Master) opnieuw genomineerd. Daarnaast werden hem meer dan 70 andere acteerprijzen toegekend, waaronder een BAFTA Award, een Golden Globe (beide voor Capote) en Satellite Awards voor zowel Capote als Flawless.

## Persoonlijk leven
Hoffman was een zoon van een voormalig manager bij Xerox en een rechter. Zijn broer is scenarioschrijver Gordy Hoffman, die het script schreef voor de film Love Liza uit 2002, waarin Philip meespeelde.
Hoffman nam deel aan het prestigieuze undergraduate-trainingsprogramma van Tisch School of the Arts van de New York University en behaalde de graad Bachelor of Fine Arts in drama in 1989. Kort na zijn afstuderen ging hij naar een ontwenningskliniek om van zijn drugs- en alcoholverslaving af te komen, wat hem lukte.
Hoffman had een relatie met een kostuumontwerpster. Het stel heeft een zoon en twee dochters. Zijn zoon speelt als debutant een rol in de film Licorice pizza.
Op 2 februari 2014 werd Hoffman dood gevonden in zijn appartement in Manhattan. Volgens de New Yorkse politie was hij gestorven aan een overdosis drugs. Autopsie wees uit dat de acteur omkwam door een dodelijke combinatie van heroïne, cocaïne, amfetamine en benzodiazepinen.

## Filmcarrière
Een van de eerste grotere rollen van Hoffman was die van verdachte in een aflevering van de televisieserie Law & Order in 1990. Zijn doorbraak in de filmindustrie maakte hij in 1992 als achterbakse klasgenoot van Chris O'Donnell in Scent of a Woman. Hij noemde deze film later zelf ook zijn doorbraak, omdat hij voor die tijd vakkenvuller was bij een lokale supermarkt. 
Hoffman heeft een succesvolle en respectabele filmcarrière opgebouwd, waarin hij diverse en idiosyncratische ondersteunende rollen speelde. Hij werkte met een variëteit aan bekende regisseurs, onder wie Sidney Lumet, Paul Thomas Anderson, Joel Coen, Cameron Crowe, Spike Lee, David Mamet en Anthony Minghella. Noemenswaardig is dat hij speelde in alle vier de speelfilms van Anderson tot dan toe (Hard Eight, Boogie Nights, Magnolia en Punch-Drunk Love). Later speelde hij ook mee in The Master (2012) van diezelfde Anderson. Hij speelde in Last Party 2000, een documentaire over de Amerikaanse presidentsverkiezingen in 2000. Hij speelde de hoofdrol als bankmedewerker die geld verduistert om zijn gokverslaving te financieren in Owning Mahowny (2003) en kreeg daarvoor vele lovende kritieken. Ook speelde hij in Along Came Polly.
Naast zijn werk als filmacteur was Hoffman ook een gevestigd toneelacteur. Hij heeft twee nominaties gehad voor een Tony Award: als Best Actor (Play) in 2000 voor een revival van Sam Shepards True West en als Best Actor (Featured Role - Play) in 2003 voor een revival van Eugene O'Neills Long Day's Journey into Night. Hoffman heeft zich ook onderscheiden als regisseur met off-Broadwayprojecten als Rebecca Gilmans The Glory of Living en Stephen Adly Guirgis' Jesus Hopped the A Train en The Last Days of Judas Iscariot. Hoffman was artistiek directeur van New York City's LAByrinth Theater Company, samen met acteur John Ortiz.

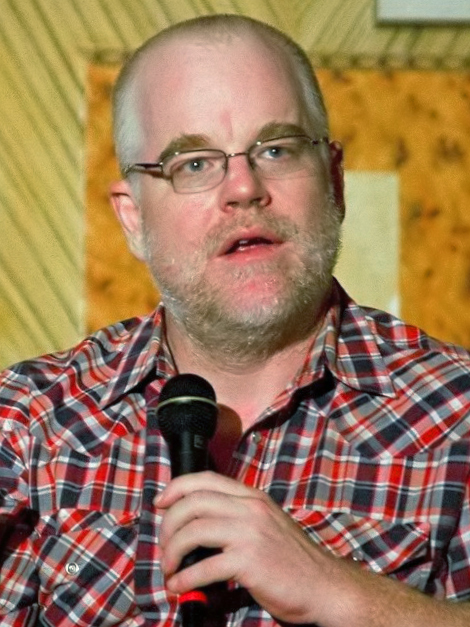
Philip Seymour Hoffman (2010)

In 2005 kreeg Hoffman veel lof voor zijn rol als schrijver Truman Capote in de biografische film Capote. Hij werd voor zijn rol onderscheiden met een aantal vooraanstaande prijzen, waaronder een Academy Award als Best Actor, een Golden Globe als Best Actor - Motion Picture Drama, de Screen Actors Guild Award voor Best Actor - Motion Picture en de BAFTA Award voor Best Actor in a Leading Role. Daarbovenop kreeg hij nog minstens tien onderscheidingen als beste acteur van verenigingen van critici, waaronder de National Board of Review, Toronto Film Critics en Los Angeles Film Critics.

## Filmografie
- Triple Bogey on a Par Five Hole (1991) – Klutch
- Szuler (1992) – Martin
- My New Gun (1992) – Chris
- Leap of Faith (1992) – Matt
- Scent of a Woman (1992) – George Willis Jr.
- Joey Breaker (1993) – Wiley McCall
- My Boyfriend's Back (1993) – Chuck Bronski
- Money for Nothing (1993) – Cochran
- The Getaway (1994) – Frank Hansen
- The Yearling (televisie, 1994) – Buck
- When a Man Loves a Woman (1994) – Gary
- Nobody's Fool (1994) – Officer Raymer
- The Fifteen Minute Hamlet (1995) – Bernardo, Horatio & Laertes
- Hard Eight (1996) – young craps player
- Twister (1996) – Dustin Davis
- Boogie Nights (1997) – Scotty J.
- Culture (1998) – Bill
- Montana (1998) – Duncan
- Next Stop Wonderland (1998) – Sean
- The Big Lebowski (1998) – Brandt
- Happiness (1998) – Allen
- Patch Adams (1998) – Mitch Roman
- Flawless (1999) – Rusty Zimmerman
- Magnolia (1999) – Phil Parma
- The Talented Mr. Ripley (1999) – Freddie Miles
- Last Party 2000 (2000) – zichzelf
- State and Main (2000) – Joseph Turner White
- Almost Famous (2000) – Lester Bangs
- Love Liza (2002) – Wilson Joel
- Punch-Drunk Love (2002) – Dean Trumbell
- Red Dragon (2002) – Freddy Lounds
- 25th Hour (2002) – Jacob Elinsky
- Owning Mahowny (2003) – Dan Mahowny
- Cold Mountain (2003) – Reverend Veasey
- Along Came Polly (2004) – Sandy Lyle
- Strangers with Candy (2005) – Henry, Board Of Education
- Empire Falls (2005) (miniserie) – Charlie Mayne
- Capote (2005) – Truman Capote
- Mission: Impossible III (2006) – Owen Davian
- The Savages (2007) – Jon Savage
- Before the Devil Knows You're Dead (2007) – Andy
- Charlie Wilson's War (2007) – Gust Avrakotos
- Synecdoche, New York (2008) – Caden Cotard
- Doubt (2008) – Priester Flynn
- Mary and Max (2009) – Max Jerry Horowitz (stem)
- The Boat That Rocked (2009) – The Count
- The Invention of Lying (2009) – Jim the Bartender
- Jack Goes Boating (2010) – Jack (ook regisseur)
- Moneyball (2011) – Art Howe
- The Ides of March (2011) – Paul Zara
- The Master (2012) – Lancaster Dodd
- A Late Quartet (2012) – Robert Gelbart
- The Hunger Games: Catching Fire (2013) – Plutarch Heavensbee
- A Most Wanted Man (2014) – Günther Bachmann
- The Hunger Games: Mockingjay - Part 1 (2014) – Plutarch Heavensbee
- The Hunger Games: Mockingjay - Part 2 (2015) - Plutarch Heavensbee